# Václavov (Oskava)
Václavov (německy Wenzesldorf) je vesnice, součást obce Oskava v okrese Šumperk. Je jednou ze základních sídelních jednotek Oskavy. Vesnicí protéká Václavovský potok.

## Historie
V místě Václavova se od roku 1447 nacházel panský dvůr, který založil Václav z Vlašimi a na Úsově. Po jeho rozparcelování zde v roce 1767 vznikla osada. Roku 1793 měl Václavov 22 domů.
Roku 1834 měl už 30 domů s 248 obyvateli. V roce 1921 37 domů se 175 obyvateli a při sčítání lidu v roce 1930 žilo ve Václavově 136 obyvatel v 37 domech. Obyvatelé byli jen Němci. Po odsunu původního německého obyvatelstva byla vesnice osídlena nejvíce z Valašských Klobouků (23 z 37 nově příchozích obyvatel).
Ves spadala do poloviny 19. století pod Mladoňov. Po zrušení patrimoniální správy v roce 1848 byl Václavov samostatnou obcí, a to až do roku 1963, kdy se opět stal součástí Mladoňova. Ten byl, včetně Václavova, roku 1976 připojen k Oskavě.

## Škola
Až do roku 1873 byla zde byla německá škola v pronajaté místnosti jednoho z domů. Učitel docházel z Mostkova. Toho roku byla dokončena stavba školy. Prvním učitelem byl do roku 1886 Filip Hönig. Dalších 10 let byl učitelem Eduard Dvořák z Černé Hory. Od roku 1896 do roku 1905 byl učitelem Adolf Kacher. Po něm Ferdinand Schenk učil 18 let do roku 1923, kdy odešel do Libavé. Dalších 11 let zde působil Štěpán Steil. Roku 1934 nastoupil Emil Haage.
Po válce chodily děti do školy v Oskavě. České vyučování začalo v dubnu 1946, správcem školy byl Jan Mlčák z Kelče. V září 1947 nastoupil Jiří Cvrk z Bludova. Od roku 1949 vyučoval Jiří Dub z Moravské Loděnice a od roku 1951 Stanislav Zapletal. Další rok vyučovala Věra Pencová a od roku 1953 Jindřiška Havlíčková.